# Yamaha DT 80 MX
Die Yamaha DT 80 MX ist ein Leichtkraftrad des japanischen Motorradherstellers Yamaha und als Enduro ausgelegt.

## Geschichte
Die DT 80 MX basiert auf der bis 1980 gebauten DT 80, welche in Europa nur im Vereinigten Königreich angeboten wurde. Sie war trotz Straßenzulassung für das reine Gelände konzipiert.
Sie wurde angeboten in den Farbvarianten Weiß, Schwarz, Rot und Blau.
Die DT 80 MX ist technisch eng verwandt mit dem Straßenmodell RD 80 MX. Sie wurde abgelöst von der stärkeren, wassergekühlten DT 80 LC.

## Technik
Die DT 80 MX wurde ausgestattet mit einem luftgekühlten Zweitaktmotor. Sie hat vorne und hinten eine Trommelbremse und eine 6-V-Elektrik. Das Fahrwerk besteht aus einem Rohrrahmen mit Telegabel vorne und Cantileverfederung hinten.
Der luftgekühlte Einzylindermotor der DT 80 MX leistet:
Yamaha DT 80 MX (Typ 5J1), Baujahr 1981–1984
- 5 kW (6,8 PS) bei 5600/min, Schwunglichtzündung, Höchstgeschwindigkeit 77 km/h

Yamaha DT 80 MX-2 bzw. MXS, ab Baujahr 1983
- 6 kW (8,2 PS) bei 6000/min, CDI-Zündung, Höchstgeschwindigkeit 80 km/h
- Technische Daten verlinkt DT80MX:
- davesbikebrochures.weebly.com